# Нотцинген
Нотцинген (нім. Notzingen) — громада в Німеччині, знаходиться в землі Баден-Вюртемберг. Підпорядковується адміністративному округу Штутгарт. Входить до складу району Есслінген.
Площа — 7,70 км2. Населення становить 3623 ос. (станом на 31 грудня 2020).